# Бядашка
Бядашка (пол. Biadaszka, нім. Peadauschke) — село в Польщі, у гміні Цешкув Мілицького повіту Нижньосілезького воєводства.
Населення — 148 осіб (2011).
У 1975-1998 роках село належало до Вроцлавського воєводства.

## Демографія
Демографічна структура станом на 31 березня 2011 року:
|          | Загалом | Допрацездатний вік | Працездатний вік | Постпрацездатний вік |
| -------- | ------- | ------------------ | ---------------- | -------------------- |
| Чоловіки | 82      | 22                 | 51               | 9                    |
| Жінки    | 66      | 12                 | 36               | 18                   |
| Разом    | 148     | 34                 | 87               | 27                   |